# Reliure contemporaine
Pour un article plus général, voir Reliure.
La reliure contemporaine est un art dérivé de la reliure classique. En pratique, il s'agit de prendre pour sujet le livre et d'en déployer une proposition artistique formelle, appliquant ou non des techniques de reliure artisanale. Le rendu recherché est une proposition rassemblant un grand savoir-faire technique doublé d'une recherche artistique poussée.
C'est un champ large de propositions autour de l'objet livre, qui amène l'artisan à s'intéresser aussi aux livres exceptionnels, inhabituels. On peut résumer cette pratique à un ensemble de recherches menées autour de la question : qu'est-ce qu'un livre ?
De cette pratique expérimentale naissent des innovation techniques. La reliure contemporaine réinvestit les techniques historiques et mène des recherches sur les matériaux qu'elle utilise, qu'ils soient traditionnels comme le papier ou modernes comme les matières synthétiques. Les reliures contemporaines trouvent des réponses à des problématiques nouvelles et s'adaptent souvent aux nouvelles techniques de fabrication des livres.  Elles permettent par exemple, pour certaines, de relier des livres emboîtés-collés en carnets ou en pages volantes.
On trouve par exemple :
- La reliure à structure tressée
- La reliure à coutures apparentes
- La reliure à deux aiguillées
- La reliure à plats rapportés avec couture apparente

## Quelques relieurs contemporains
- Sün Evrard
- Daniel Knoderer
- Edgar Mansfield
- François Brindeau
- Florent Rousseau
- Monique Matthieu
- Jean de Gonet
- Julie Auzillon
- Benjamin Elbel